# Ayelet Zurer
Ayelet Zurer (hebreiska איילת זורר), född 28 juni 1969 i Tel Aviv, är en israelisk skådespelerska. Utanför Israel är hon mest känd för sina roller i Vantage Point och München. 

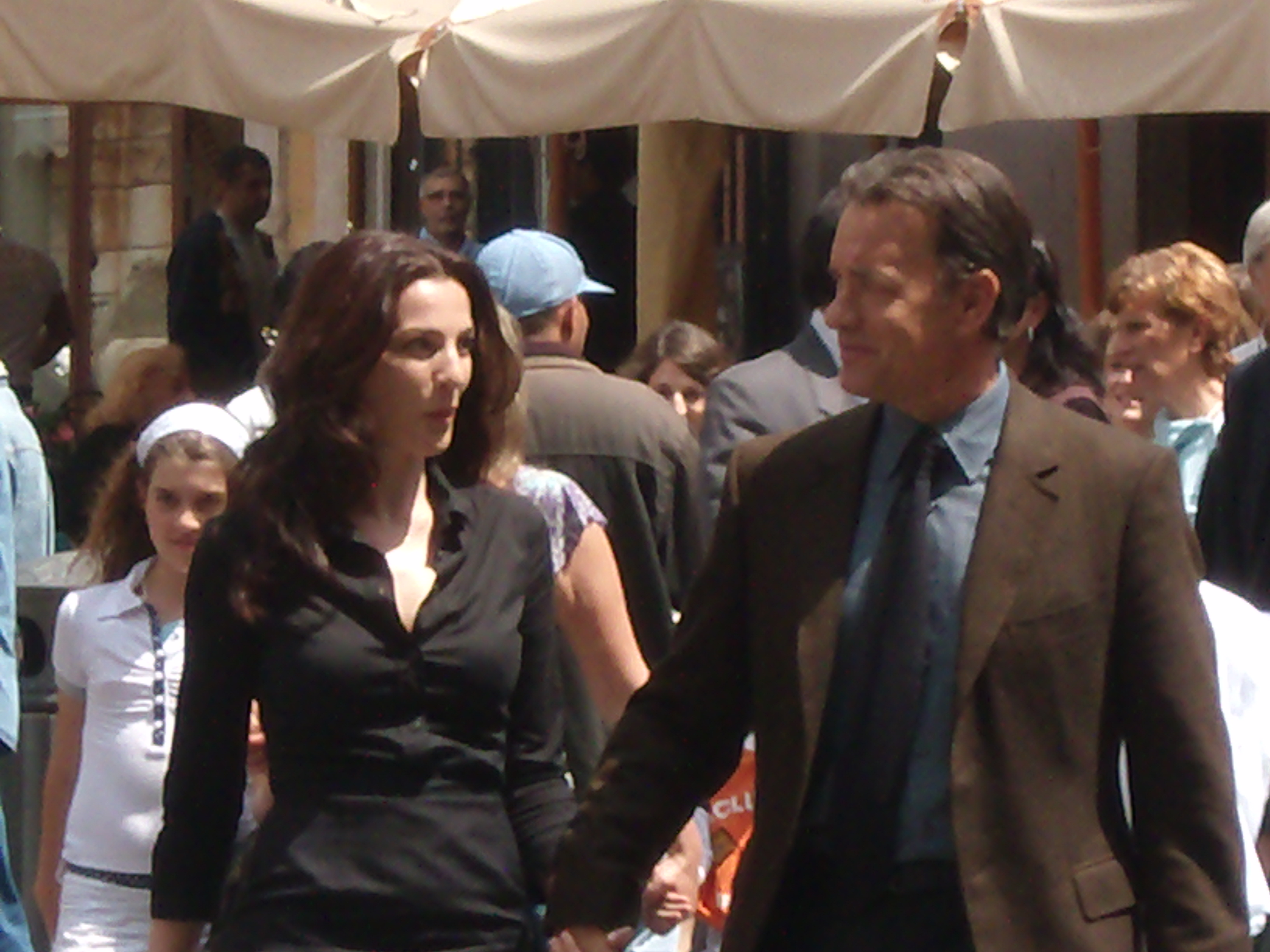
Zurer tillsammans med Tom Hanks vid inspelningen av Änglar och Demoner

## Filmografi (urval)
- 2016 – Ben-Hur
- 2013 – Shtisel (TV-serie)
- 2013 – Man of steel
- 2009 – Änglar och demoner
- 2008 – Vantage Point
- 2005 – München